# العقلة (نعمان)

تعديل مصدري - تعديل

العقلة هي إحدى قرى عزلة اللخف بمديرية نعمان التابعة لمحافظة البيضاء، بلغ تعداد سكانها 51 نسمة حسب تعداد اليمن لعام 2004.